# Star Street: The Adventures of the Star Kids
Star Street: The Adventures of the Star Kids è una serie animata statunitense-olandese che andò in onda dal 3 ottobre 1991 nei Paesi Bassi.

## Trama
Gli Star Kids sono dodici creature rosa, le cui fattezze ricordano quelle dei segni zodiacali dell'astrologia occidentale, e che vivono su un pianeta a forma di stella. Gli antagonisti sono i blob verdi, governati da Momo il Glutton, un terribile blob rosa.

## Personaggi
Gli Star Kids sono
- Ari (Ariete): l'inventore del villaggio.
- Flip (Aquario): un nuotatore e l'idiota del villaggio.
- Leo (Leone): Coraggioso e senza paura.
- Sagi (Sagittario): migliore amico di Scorpio.
- Bubbles (Pesci): l'artista del villaggio.
- Moon (Cancro): il cuoco del villaggio.
- Cap (Capricorno): il saggio del villaggio; ha una conoscenza quasi enciclopedica grazie al suo computer portatile.
- Scorpio (Scorpione): migliore amico di Sagi.
- Torro (Toro): Amichevole.
- Virgy (Vergine): si prende davvero cura dei suoi amici, ma è piuttosto vanitosa.
- Libby (Bilancia): Il leader non ufficiale del villaggio.
- Gemo e Gemi (Gemelli): due gemelli dispettosi.